# 托多爾卡山
41°45′09.8″N 23°25′54.4″E / 41.752722°N 23.431778°E

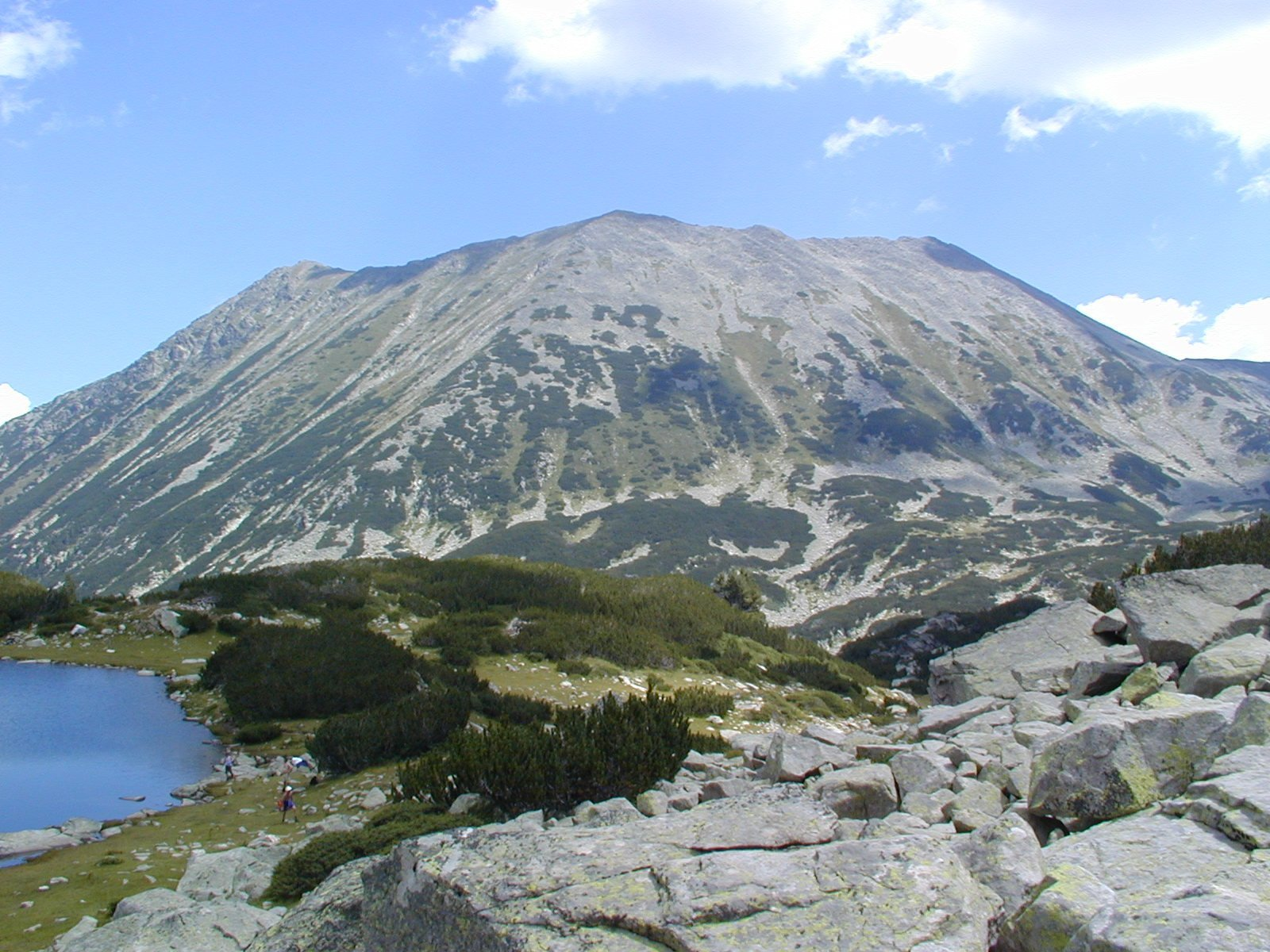

托多爾卡山是保加利亞的山峰，位於該國西南部，處於布拉戈耶夫格勒州，屬於皮林山脈的一部分，海拔高度2,746米，山體由花崗岩組成。